# Васил Василев (генерал-лейтенант)
Вижте пояснителната страница за други личности с името Васил Василев.
Вижте пояснителната страница за други личности с името Васил Василев (офицер).
Васил Йорданов Василев е български комунист, офицер, инженер, генерал-лейтенант.

## Биография
Роден е на 15 февруари 1931 г. в сливенското село Раково. Завършва сливенската мъжка гимназия през 1948 г. От 15 септември 1948 до 6 ноември 1950 г. учи във Военното артилерийско училище. Започва да служи като командир на взвод в 20-и оръдеен полк от 7 ноември 1950 г. Остава на този пост до 9 юни 1951 г. След това е командир на 76-mm батарея в същия полк (10 юни-9 декември 1951) и командир на 105-mm гаубичен артилерийски дивизион в 88-и гаубичен артилерийски полк (10 декември 1951 – 6 декември 1953). Между 7 декември 1953 и 20 февруари 1955 г. е офицер по дивизионната артилерия в Командването на артилерията на трета армия в Сливен. От 1955 е помощник-началник на отдел „Бойна подготовка“ в щаба на артилерията на трета армия. В периода 21 февруари 1955 – 18 юли 1960 г. учи във Военната инженерна радиотехническа академия „Маршал Л. А. Говоров“ в Харков, СССР със специалност прожекторист. След това преминава на разпореждане на управление „Кадри“ на Министерството на народната отбрана (19 юли-17 август 1960). След това е началник-отдел „Ремонт и експлоатация“, той и главен инженер на Зенитно-ракетните войски (ЗРВ) и зенитна артилерия в командването им в Управление „Противовъздушна отбрана и Военновъздушни сили“ (18 август 1960 – 28 април 1962). От 29 април до 12 октомври 1962 г. е началник на отдел „Ремонт и експлоатация“ в службата на Главния инженер ЗРВ и Зенитната артилерия в същото командване. В периода 13 октомври 1962 – 5 юли 1964 г. е помощник-началник по подготовката на Зенитно-ракетните войски на Висшето военно народно артилерийско училище в Шумен.
От 16 юли 1964 до 15 октомври 1965 г. е заместник-началник по Противовъздушната отбрана на Висшето военно народно артилерийско училище. На 16 октомври 1965 г. е назначен за заместник-ръководител на направление, той и ръководител секция „Радиолокационни приемници и индикатори“ в Института по радиоелектроника ДСО „Респром“. Остава на тази позиция до 5 октомври 1973 г. От 1969 г. е и директор на Института по специална оптика и радиоелектроника (НИИСОР). От следващата година става генерален директор на ДСО „Респром“. На 6 октомври 1973 г. е даден на разпореждане на министъра на електрониката и електротехниката и съшевременно е назначен за заместник-министър на машиностроенето и електрониката. Остава на тази позиция до 11 февруари 1975 г. На 12 февруари 1975 г. с МЗ-УК №063 от 12 февруари 1975 г. е взет на разпореждане на министерството на отбраната и уволнен от българската армия. На 18 февруари 1978 г. отново е върнат на действителна военна служба даден на разпореждане на министъра на електрониката и електротехниката. Остава в това положение до 9 юни 1987 г. Излиза в запаса на 10 юни 1987 г. В периода 11 юни 1987 – 31 март 1991 г. е пълномощен министър на България в СИВ-Москва, отговарящ за икономическото и научно-техническо сътрудничество. Василев разработва и внедрява първата българска навигационна радиолокационна станция, за което получава Димитровска награда. Награждаван е с медал „За боева заслуга“. Умира на 21 януари 2010 г.

## Внедрителска дейност в армията
Генерал Васил Василев участва във внедряването на множество електронни устройства и прибори в армията. Сред тях са военни свързочни УКВ и КВ радиостанции за тактическите звена, ядрени прибори за армията и в стопанството, Радиолокационни станции (РЛС) за навигацията на кораби, лазерна апаратура както за военно, така и за гражданско използване, средства за радиопротиводействие „Предаватели за еднократно действие“ (ПРЕД) „Стършел“ и „Лилия“, внедряване на производство на 120 mm самоходна минохвъргачка „Тунджа“ и 122 mm САУ 2С1 Гвоздика и други.

## Образование
- Сливенска мъжка гимназия – 1948
- Военното артилерийско училище – 15 септември 1948 до 6 ноември 1950 г.
- Военна инженерна радиотехническа академия „Маршал Л. А. Говоров“ – 21 февруари 1955 – 18 юли 1960 г.

## Военни звания
- лейтенант (1950)
- старши лейтенант (1952)
- капитан (1955)
- майор-инженер (1959)
- подполковник-инженер (1964)
- полковник-инженер (1969)
- генерал-майор-инженер (7 март 1978)[5]
- генерал-лейтенант (7 септември 1984)[6]

## Награди
- Медал „За безупречна служба“ – III ст.
- Медал „30 години социалистическа революция“
- „Народна република България“ – III ст.
- „9 септември 1944 г.“ – II ст. с мечове
- Лауреат на Димитровска награда за техника – 1971